# Lexus RX
Lexus RX (укр. Лексус ЕрІкс) — середньорозмірний преміум-кросовер, що випускається Toyota Motor Corporation з 1997 року. У Північній Америці, Європі, Океанії та деяких країнах Азії автомобіль продається під маркою Lexus, яка є власністю Тойоти.

## Перше покоління (XU10; 1997–2003)

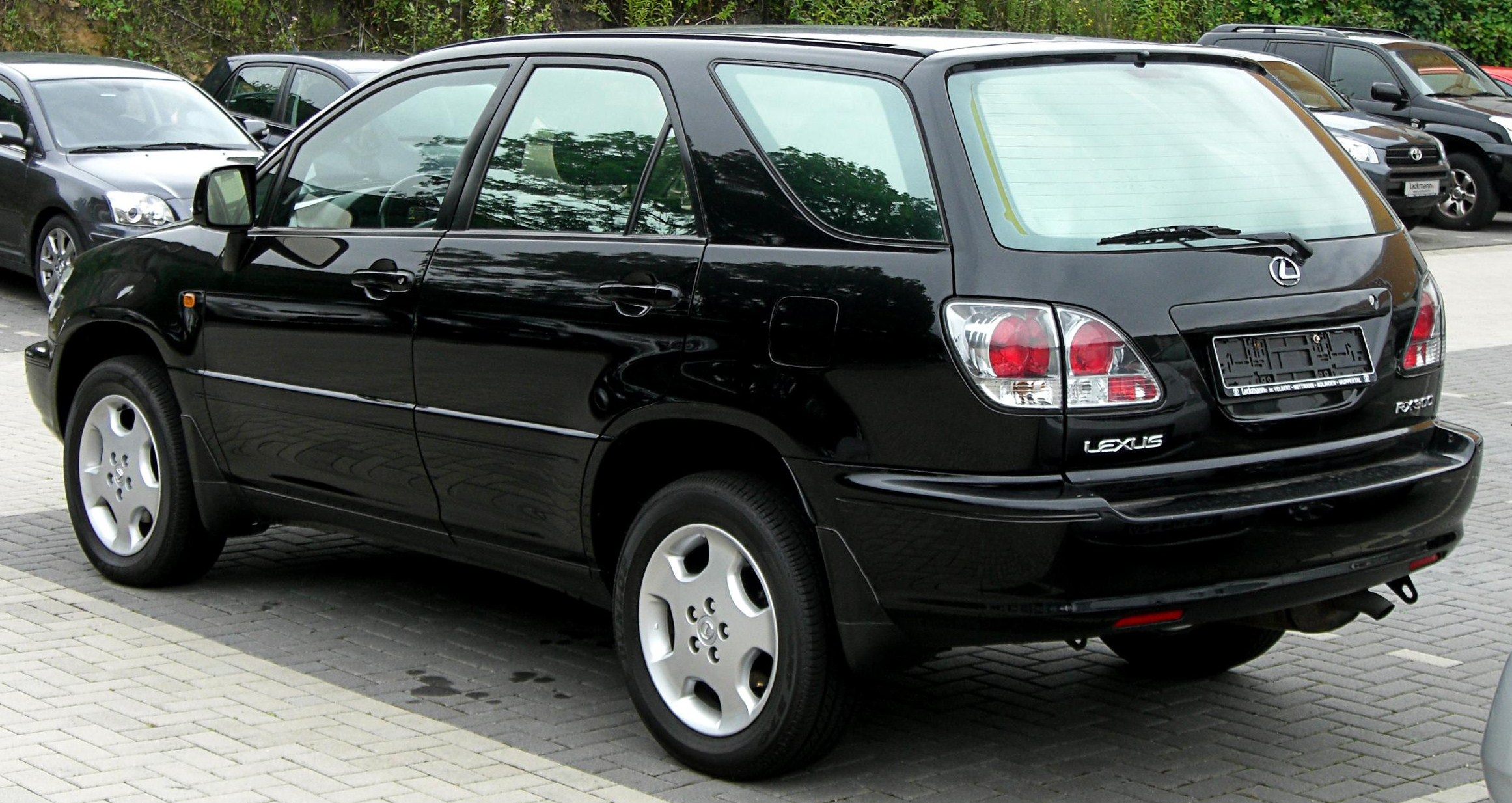
Lexus RX 300

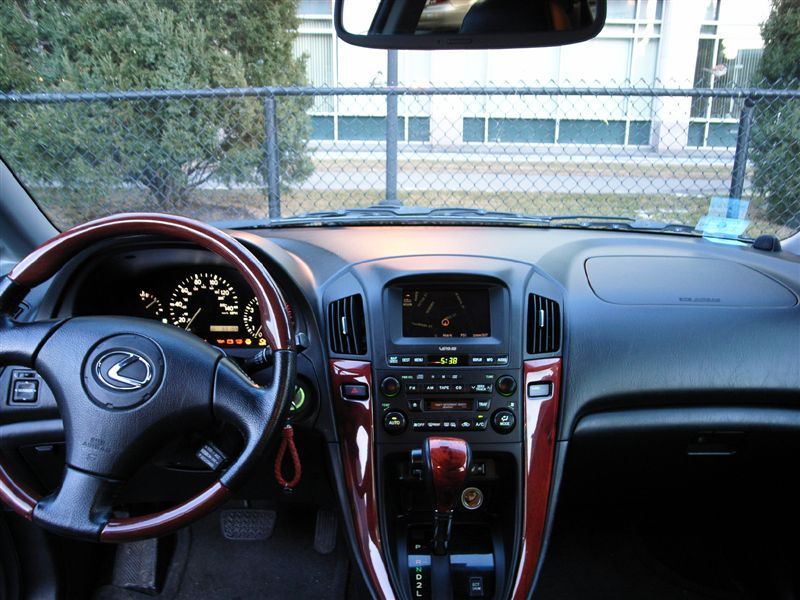
Lexus RX 300

Дебют Lexus RX 300 відбувся в 1997 році. Компактний позашляховик був створений на платформі моделі Toyota Camry. Автомобіль був у першу чергу орієнтований на північноамериканський ринок. У Європі з'явився тільки у 2000 році, у той час як в США обсяги продажу за два роки виробництва склали 140 000 автомобілів.
Lexus RX 300 першого покоління має постійний повний привід з блокуванням міжосьового диференціалу, і 4-ступінчастою АКПП. Спереду і ззаду підвіски McPherson із стабілізаторами поперечної стійкості. Гальма дискові, передні — вентильовані. Сидіння першого ряду мають вісім регулювань, а так само бічну підтримку. Водійське сидіння зсувається на 17 мм. Комплектація Sport відрізнялася чорним салоном і вставками на консолі під алюміній.
За 7 років всього було продано більше півмільйона Lexus RX першого покоління.

### Двигуни
- 2.2 л 5S-FE I4
- 2.4 л 2AZ-FE I4
- 3.0 л 1MZ-FE V6

## Друге покоління (XU30; 2003–2009)

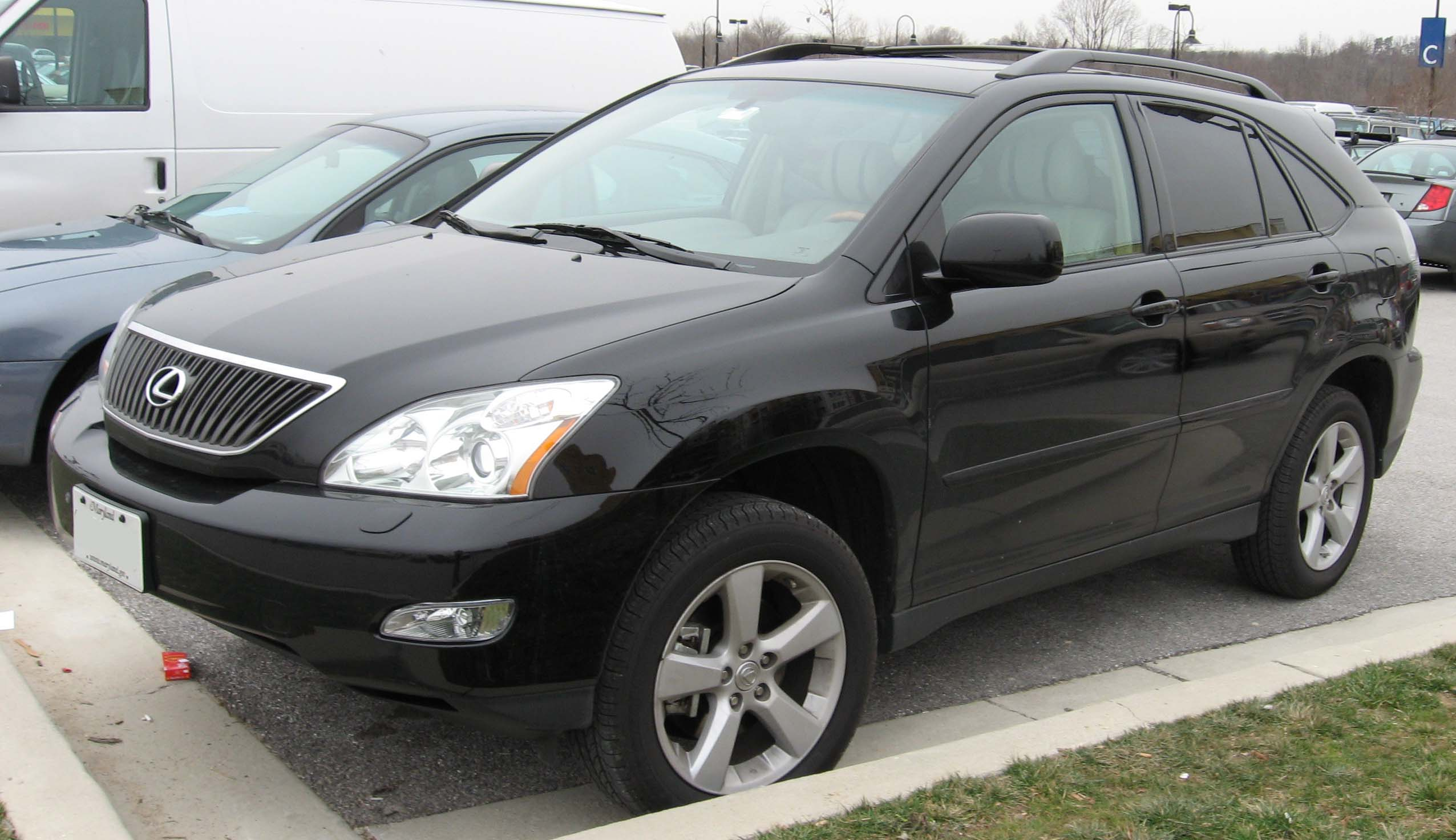
Lexus RX 350

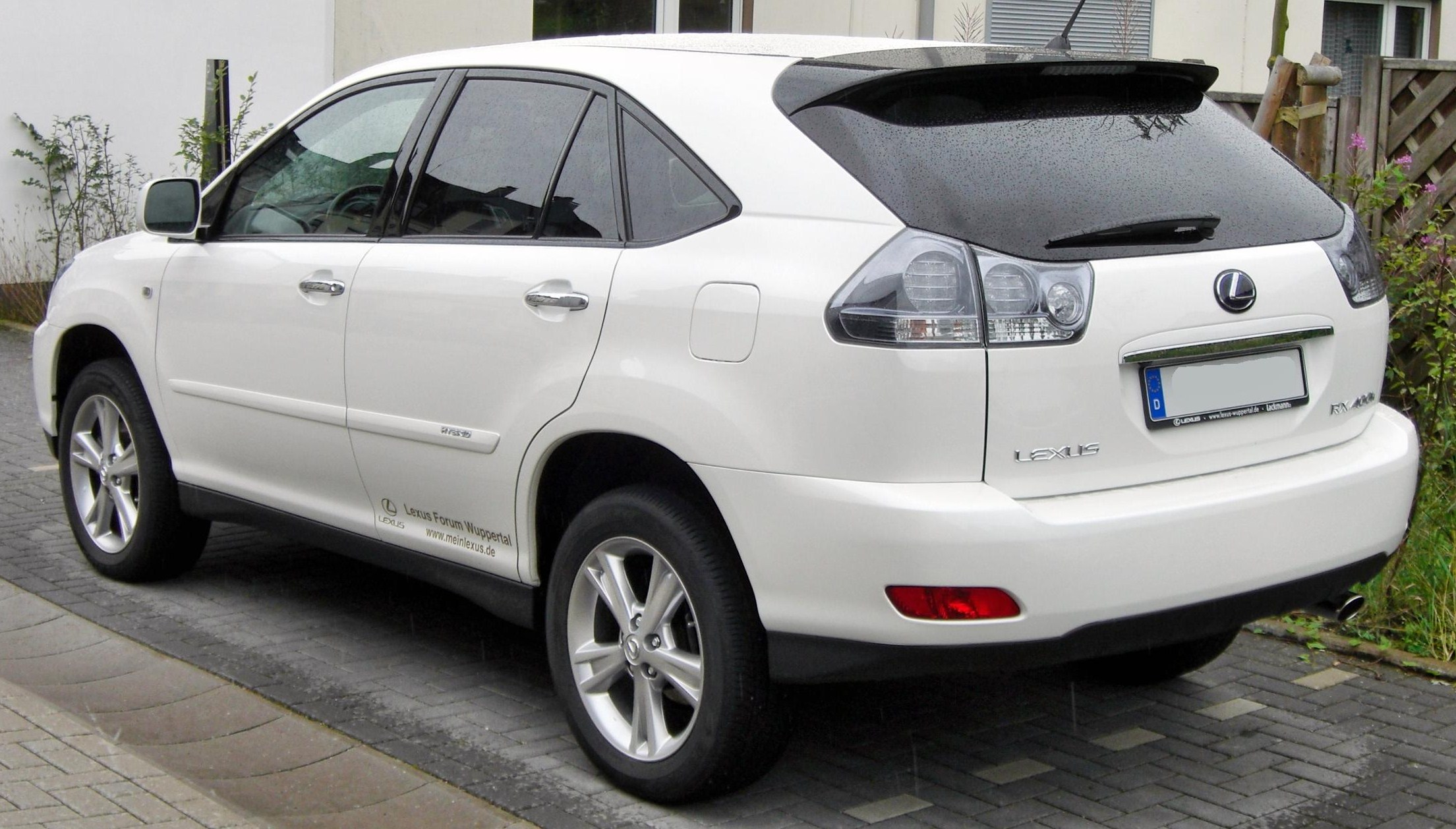
Lexus RX 400h

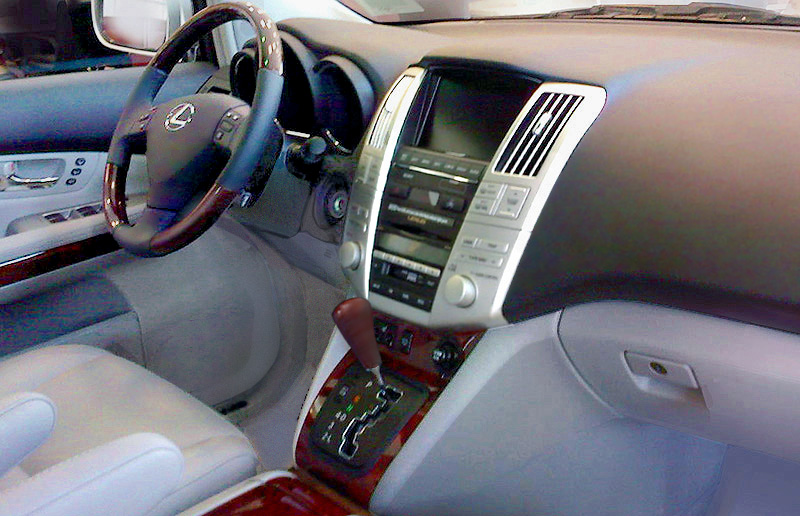
Lexus RX 350

Lexus RX 300 другого покоління представлене в 2003 році. Автомобіль збільшився в розмірах і змінив багато деталей, але з ідеології залишився дуже близький до свого попередника. тримальний кузов, поперечне розташування двигуна, «автомат», повний постійний привід з міжосьовим диференціалом, рейковий кермо і незалежні свічкові підвіски дісталися в спадщину. Силует став більш стрімким, а дизайн витонченим.
Базова версія відрізняється багатством оснащення: шкіряний салон, двозонний клімат-контроль, магнітола з CD, 9 подушок безпеки, система стабілізації, ксенонові фари, легкосплавні диски і т. д.
У дорогому виконанні власника чекають пневмоелементи з можливістю регулювання дорожнього просвіту. Крім «нормальної», позицій ще чотири: мінус 25 мм — для входу-виходу, мінус 15 — нижня, мінус 7,5 — «швидкісна» після набору 100 км/год і плюс 30 мм — «позашляхова». А також адаптивні фари, люк, електропривод задніх дверей і аудіосистема від «Mark Levinson».
Спадкоємність традицій проглядається і в дизайні. Лише світлотехніка досить сильно змінилася. У порівнянні з першим поколінням значно збільшився нахил заднього скла.
Під капотом знаходиться шестициліндровий V-подібний двигун об'ємом 3,0 літри потужністю 204 к.с. з системою VVT-i. У парі з двигуном працює п'ятиступінчата АКПП з можливістю ручного перемикання.
Коефіцієнт аеродинамічного опору рекордно малий для позашляховика (Сх = 0,33).
RX другого покоління — перший Lexus, який випускали не тільки в Японії, але і за кордоном, у Канаді.

### Двигуни
- 2.4 л 2AZ-FE I4
- 3.0 л 1MZ-FE V6
- 3.3 л 3MZ-FE V6
- 3.5 л 2GR-FE V6

## Третє покоління (AL10; 2009-2015)

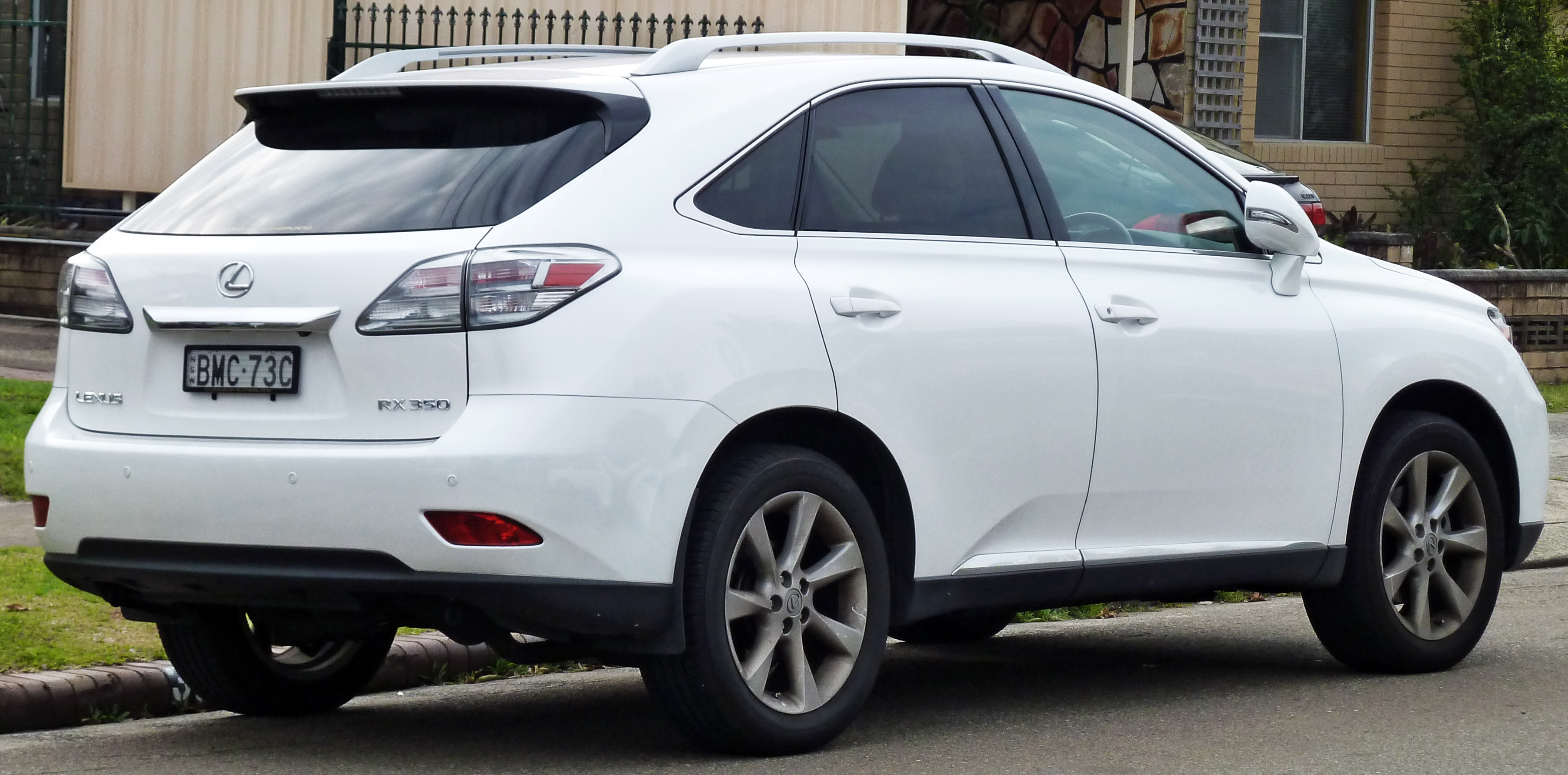
Lexus RX 350 (2009–2012)

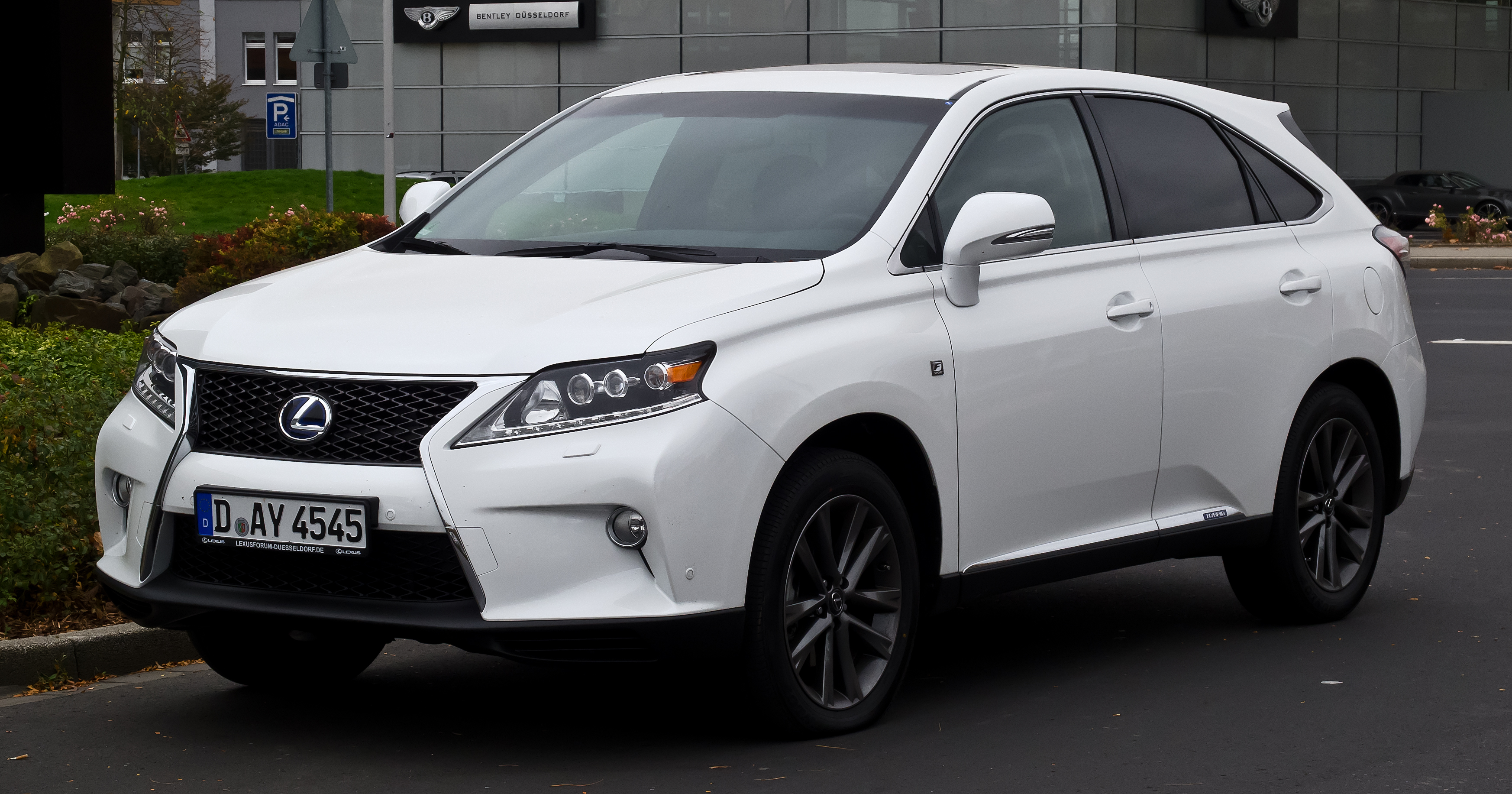
Lexus RX 450h F Sport (з 2012)

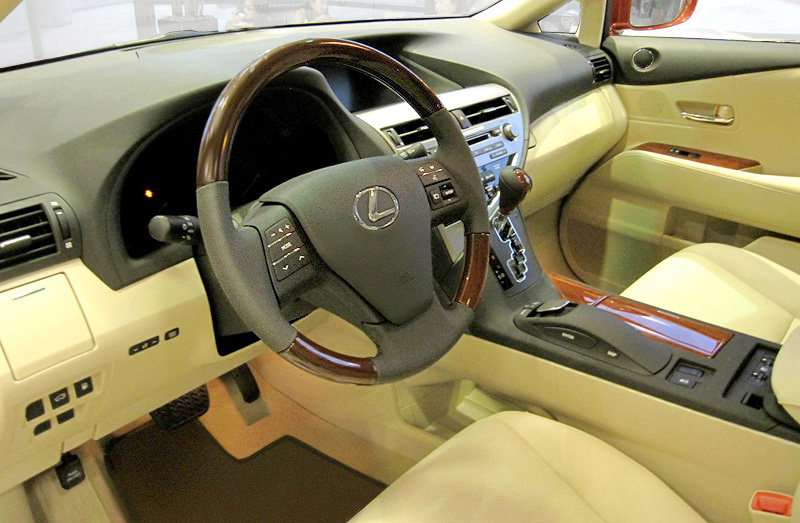
Lexus RX 450h

19 січня 2009 року в Токіо пройшла офіційна презентація третього покоління Lexus RX350 з бензиновим мотором, а трохи пізніше з'явилася гібридна версія RX450h.
Кросовер став трохи крупнішим, але як і раніше пропонувється тільки в місному виконанні. Гібридний RX450h можна буде відрізнити від звичайного кросовера по особливому бамперу і решітці радіатора, блакитним логотипам Lexus і тонованим (з блакитним відтінком) фарах і заднім ліхтарям. У списку опцій для цієї машини 19-дюймові колісні диски і світлодіодні фари головного світла.
У Lexus RX 350, крім уже знайомої камери заднього виду (інформація від якої відображається на дисплеї, розташованому на центральній консолі) застосовані також і камери бічного виду, вбудовані в бічні дзеркала. Ці камери продовжують працювати і при складених дзеркалах, коли, наприклад, необхідно «просочитися» в вузьких місцях.
Автомобіль випускався у двох варіантах — з традиційним бензиновим двигуном V6 (3,5 літра) потужністю 277 кінських сил і з гібридною силовою установкою, в якій використовується той же двигун і додатковий електромотор, що приводить у рух колеса задньої осі. Двигун розвиває 245 к.с. при 6 000 оборотів за хвилину (раніше було 208 к.с.) і 317 Нм крутного моменту (замість колишніх 287 Нм), а коли підключаються електромотори, загальна потужність зростає до 295 к.с. Ni-MH-батареї ємністю 288 В розташовані під задніми сидіннями та акумулюють енергію від двох або трьох моторів, в залежності від конфігурації приводу (постійний повний або передній). Lexus RX 450h отримав полегшені електричні мотори і компактний блок живлення, що дозволило підвищити економію палива на 8-12% у порівнянні з RX 400h.
Звичайний RX350 комплектується традиційним шестиступінчастим «автоматом», а RX450h з гібридною установкою отримав безступінчатий варіатор. Крім того, у гібридної машини з'явилися дві нові системи, що дозволяють заощаджувати паливо. Перша — система збереження тепла від двигуна, що скорочує час прогрівання бензинового мотора до його робочої температури при частих зупинках. Друга — особлива система рециркуляції вихлопних газів, завдяки якій інженерам вдалося знизити насосні втрати двигуна.
Шасі у Lexus RX абсолютно нове. Стійки McPherson залишилися тільки спереду, а ззаду їх замінила підвіска. Набагато серйозніші реформи зазнала трансмісія — якщо раніше повний привід на RX був постійним, з розподілом крутного моменту в співвідношенні 50:50, то тепер все змінилося. Замість віскомуфти з'явилася електромагнітна муфта, що підключає задню вісь лише в міру необхідності, наприклад при пробуксовування або різкому розгоні. Але в будь-якому випадку тому йде не більше половини від загального крутного моменту. Незмінні 50:50 все-таки можна одержати, але тільки натиснувши особливу кнопку, та й то після 40 км/год трансмісія перейде в звичайний режим роботи.
Як і раніше, RX третього покоління випускається на двох заводах — у Канаді та Японії.

### Двигуни
- 2.7 л 1AR-FE I4
- 3.5 л 2GR-FE V6 277 к.с.
- 3.5 л 2GR-FXE V6 hybrid + електродвигун 295 к.с.

## Четверте покоління (AL20; з 2015)

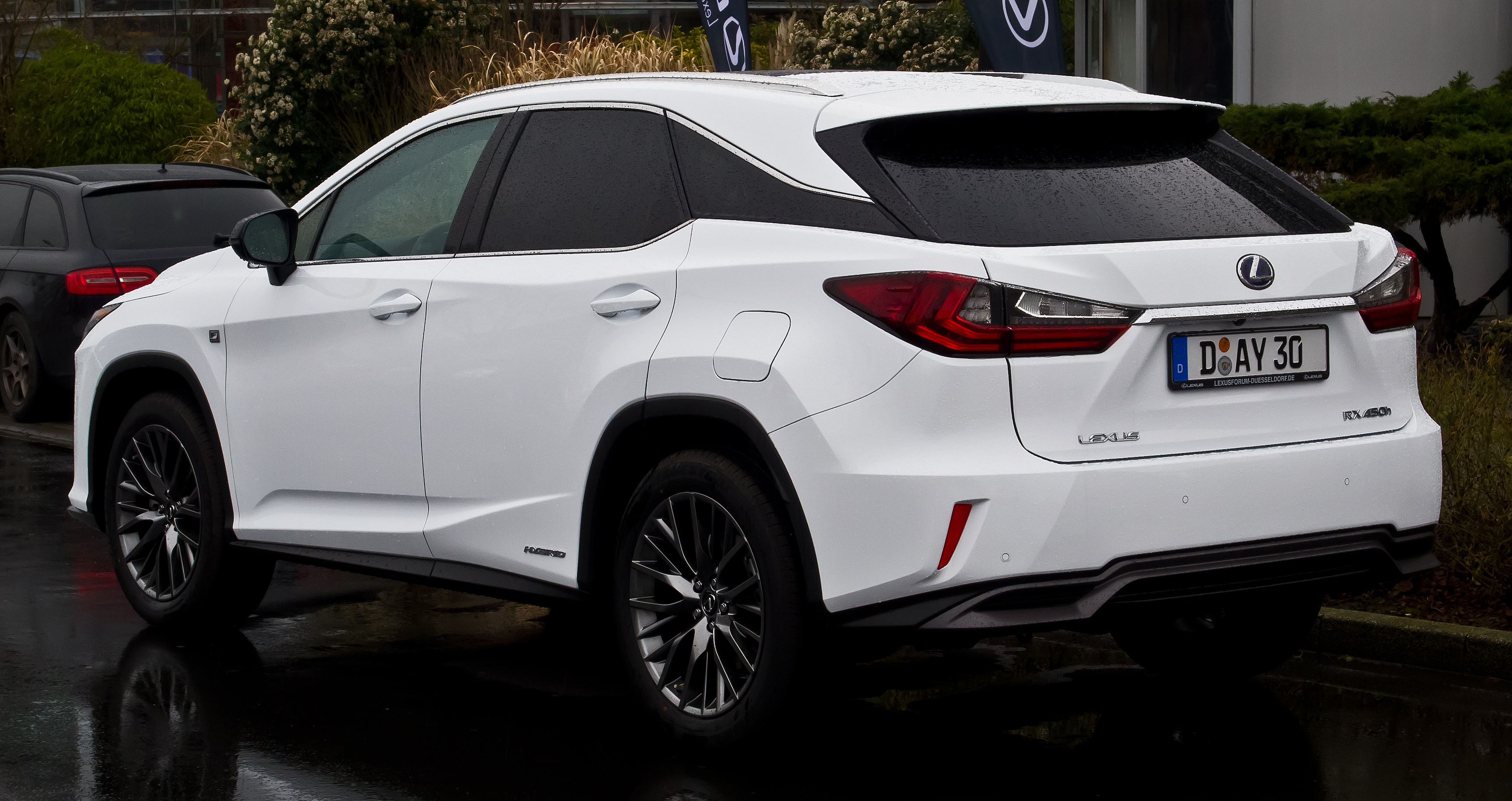
Lexus RX 450h F Sport

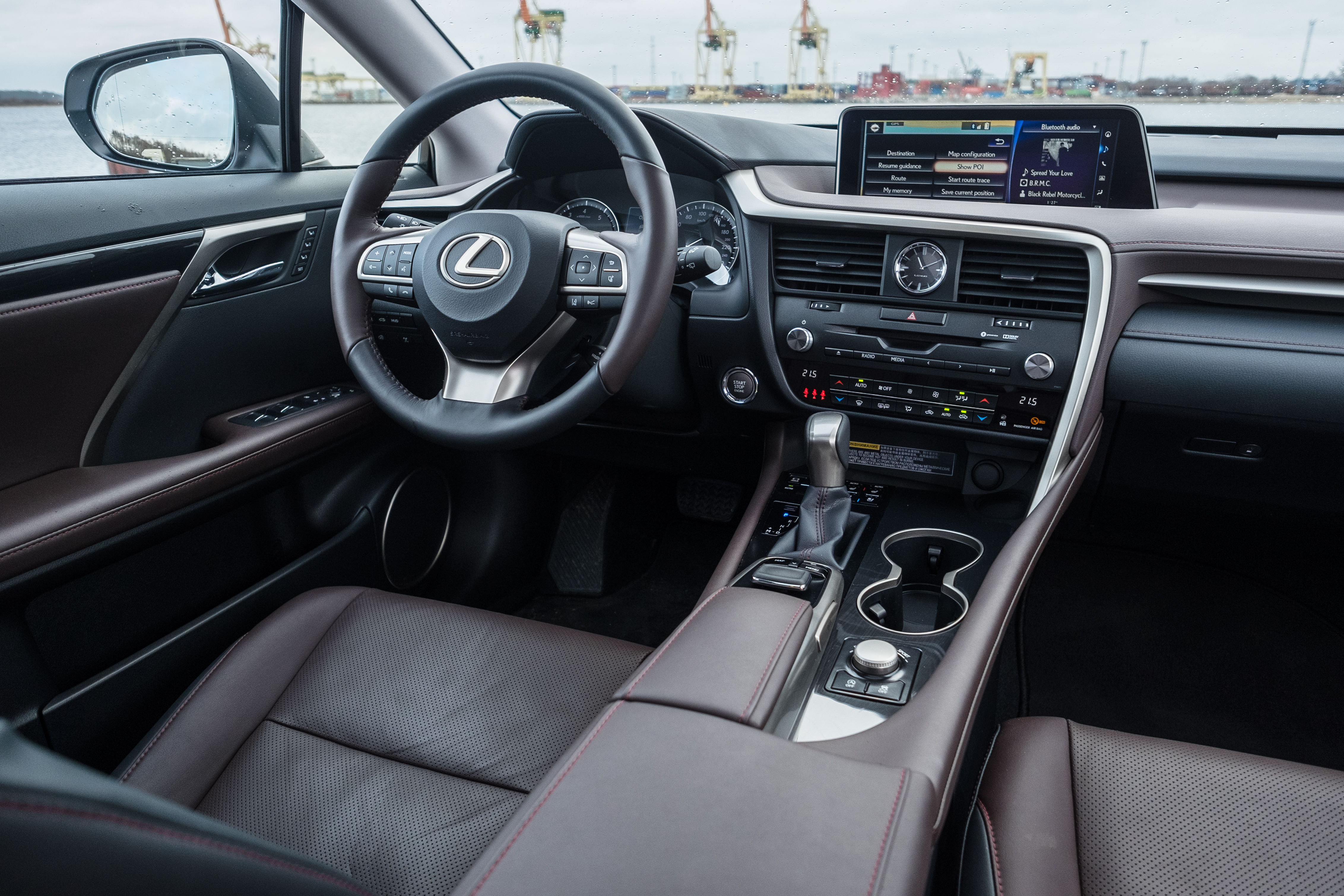
Салон Lexus RX

2 квітня 2015 року на автосалоні в Нью-Йорку дебютувало четверте покоління Lexus RX AL20. Довжина новинки - 4890 мм (+120 мм до попередника), ширина - 1895 (+10), висота - 1690 (на 10 мм вище, ніж колишня повнопривідна версія), колісна база - 2790 мм (+50). Моделі четвертого покоління отримали сміливий екстер’єр, сучасний інтер’єр та чимало функцій безпеки. Так само, як і попередні покоління, новий RX може бути оснащений двигуном V6 або його гібридним аналогом. Моделі F Sport трохи виділяються на загальному фоні, оскільки володіють кращою динамікою, зберігаючи неймовірну тишу та комфорт їзди.  Автомобіль Lexus RX 2016 запропонував нову стилізацію інтер’єру. Найбільше впадає в око зміна місця розташування перемикача передач, який тепер знаходиться у нижній частині консолі. Така зміна відкрила доступ до елементів управління клімат-контролем та аудіо системою. Сидіння стали ще комфортнішими. Місця для зручного розміщення пасажирів на задніх сидіннях достатньо. Але слід уважно слідкувати за сліпими зонами, які можуть з’являтись через новий дизайн даху. Місткість багажного відділення приємно вразить своїм об’ємом на 0.5 м3, який можна збільшити до 1.6 м3, склавши сидіння.
У 2021 році Lexus оновив модель RX. Позашляховик отримав нові стандартні функції безпеки: контроль сліпих зон та попередження про перехресний рух ззаду. У автомобіля з'явився електропривід бічних зеркал, а в салоні - бездротовий зарядний пристрій для смартфона. 

### Lexus RX L

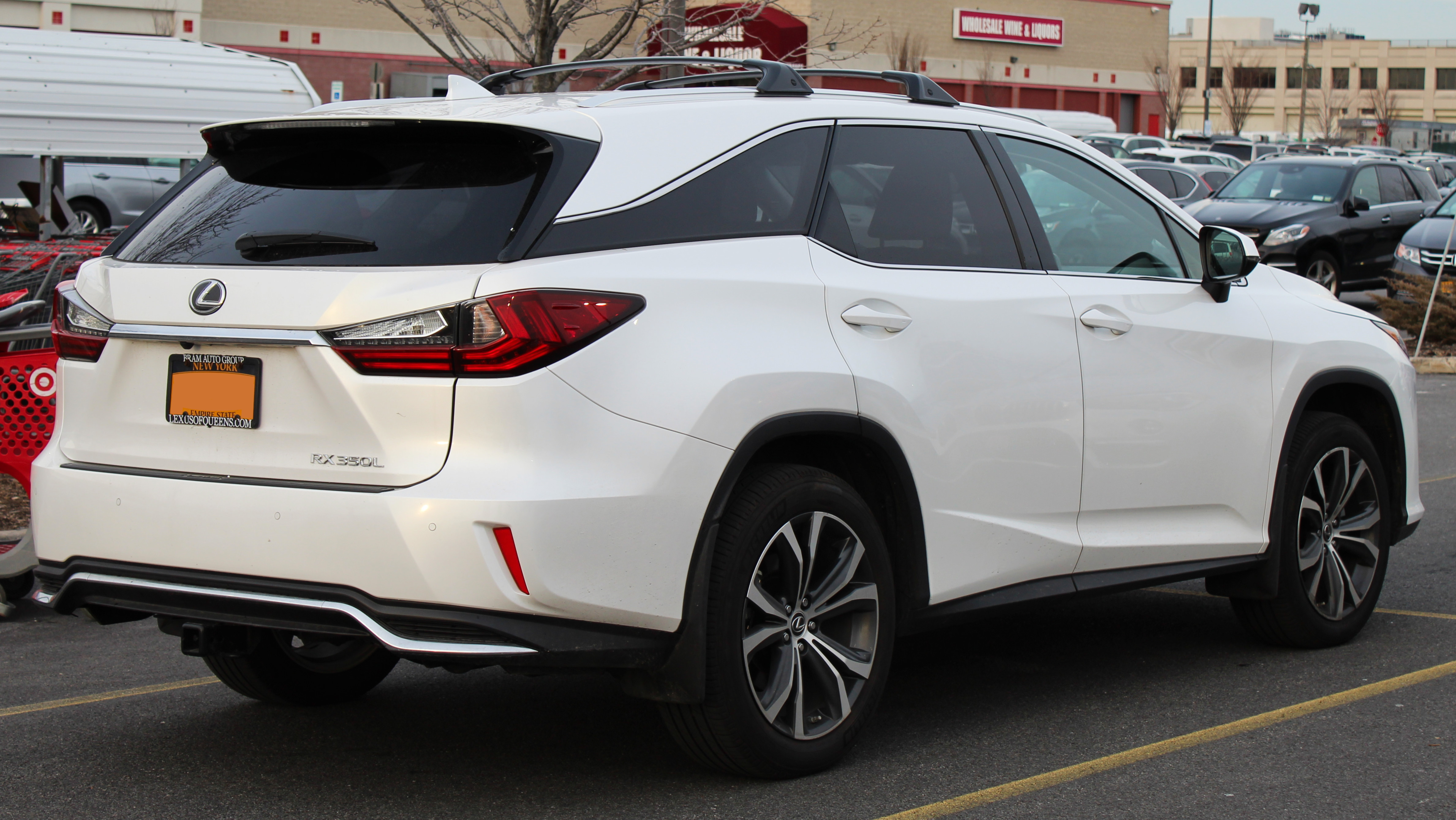
Lexus RX 350 L

У листопаді 2017 року на виставці в Лос-Анджелесі була представлена семимісна версія RX. Місце для третього ряду сидінь для двох людей було отримано шляхом розширення задньої частини кузова на 110 мм. Збільшення кута нахилу заднього вікна забезпечило більше простору над головами додаткових пасажирів, і незначне збільшення другого ряду місць - більше місця для їхніх ніг.
Lexus RX L 2022 пропонує багажник об'ємом 212 л. 
Подовжений RX доступний у двох версіях двигуна: RX 350L з 3,5-літровим бензиновим двигуном V6 з 216 кВт (294 к.с.) і RX 450hL з гібридним приводом загальною потужністю 313 к.с.
Подібно до короткого RX, Lexus RX L отримав п'ять зірок у краш-тесті Euro NCAP.

### Двигуни
- RX 200t 2.0 л 8AR-FTS turbo Р4 228 к.с.
- RX 350 3.5 л 2GR-FKS V6 300 к.с.
- RX 450h 3.5 л 2GR-FXS V6 + електродвигун 313 к.с.

## П’яте покоління (AL30; з 2022)

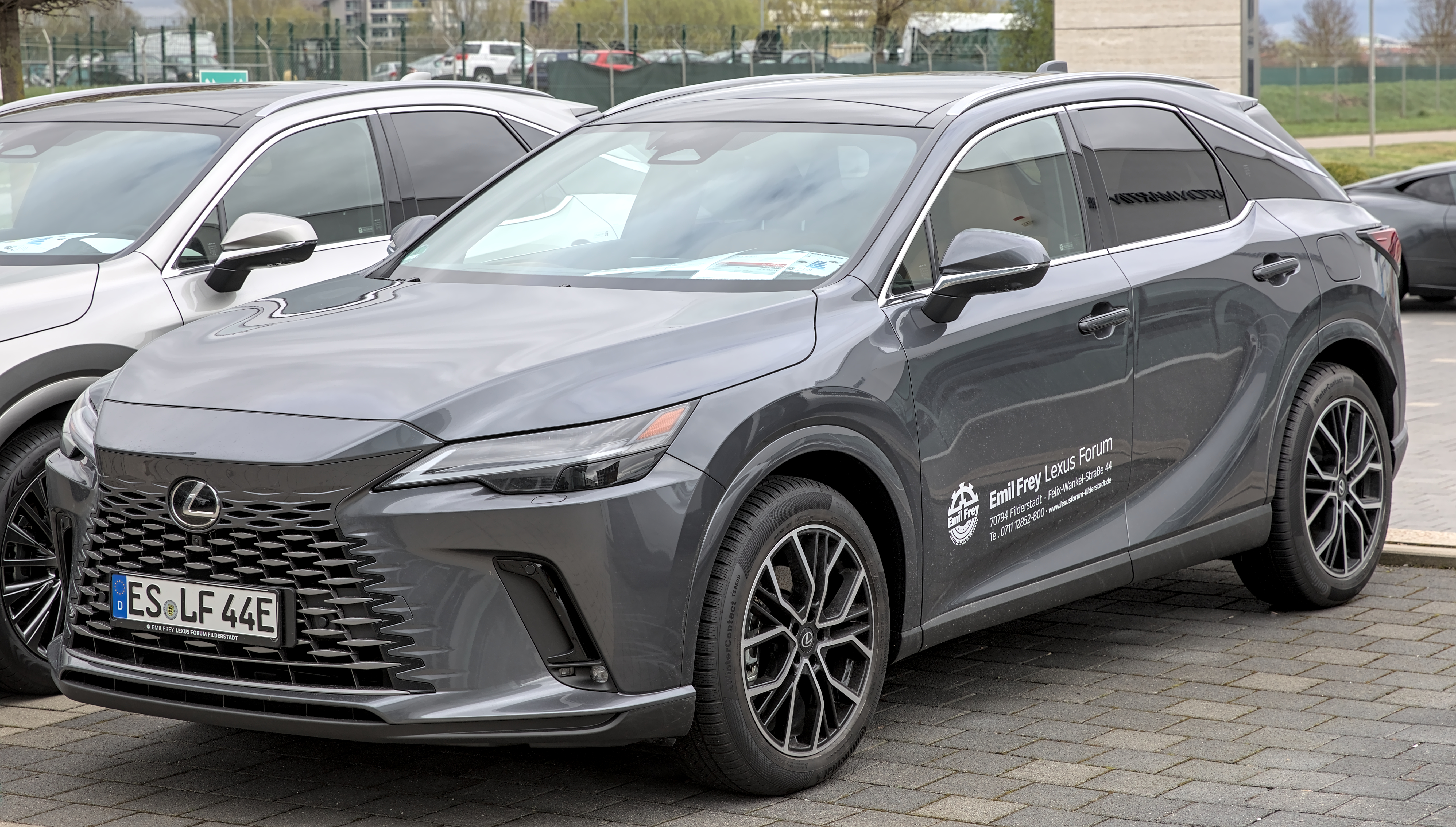
Lexus RX 450h+ AWD

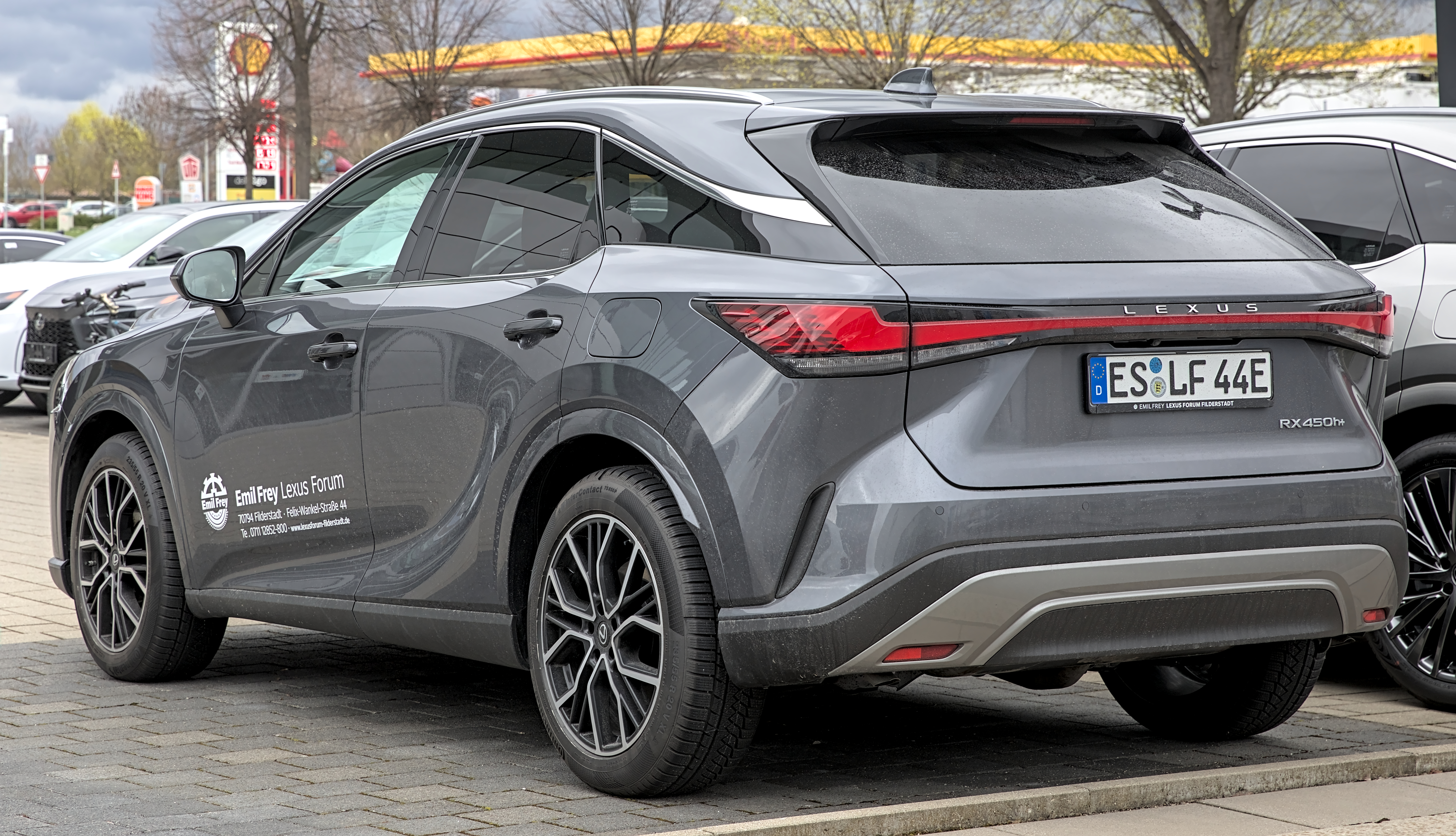
Lexus RX 450h+ AWD

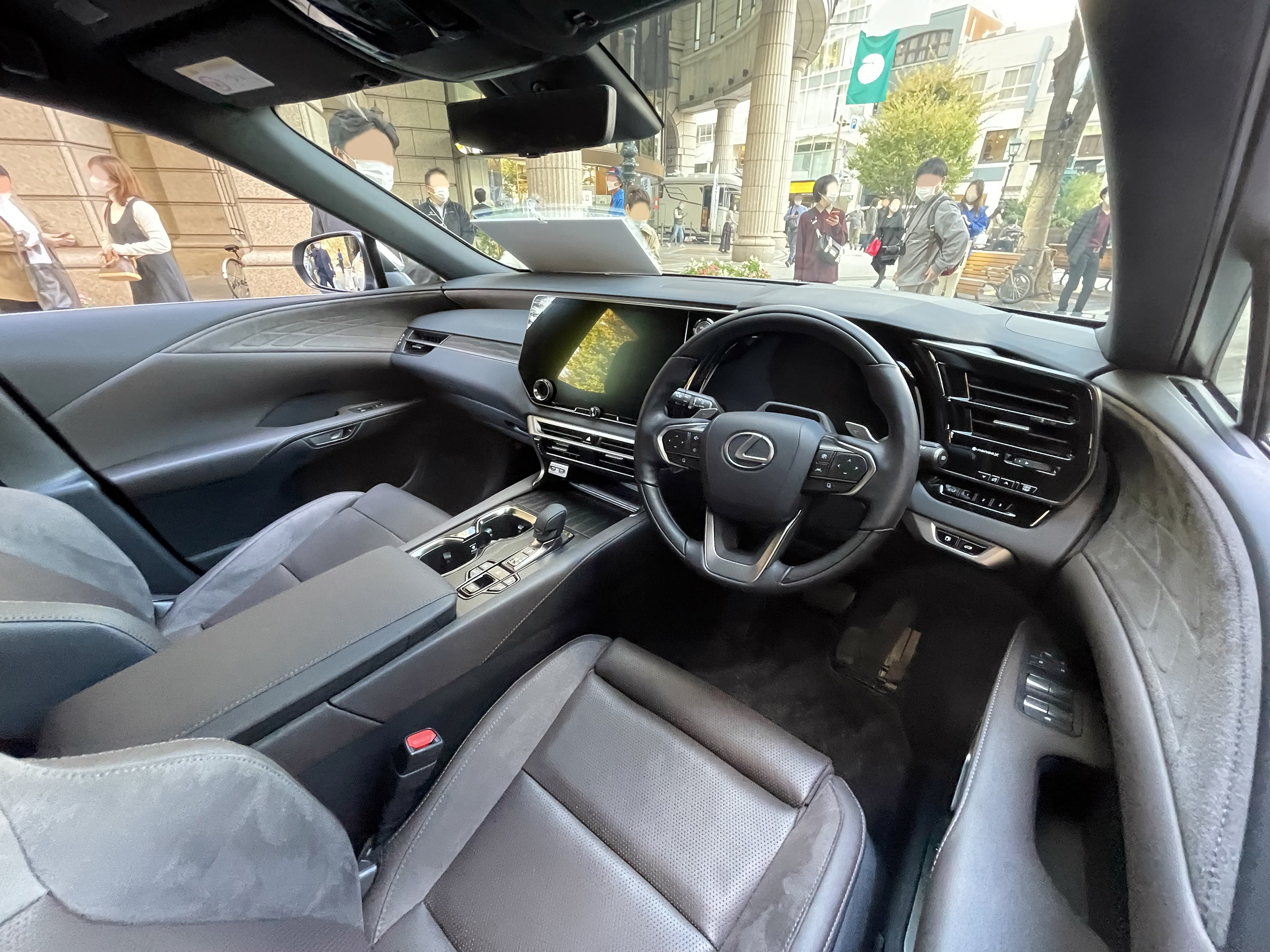

RX п’ятого покоління (AL30) був представлений 31 травня 2022 року. Побудований на платформі TNGA: GA-K, він доступний у моделях RX 350, RX 350h, RX 450h+ і RX 500h F Sport Performance. Модель RX 500h оснащена системою повного приводу Direct4.
Інформаційно-розважальна система представлена 9,8- або 14-дюймовим сенсорним екраном з оновленим інтерфейсом та стандартними Apple CarPlay і Android Auto.

### Двигуни
Бензиновий:
- 2.4 L T24A-FTS turbo I4 275 к.с. (RX 350; TALA10/15)

Hybrid:
- 2.5 L A25A-FXS I4 245 к.с. (RX 350h; AALH16)
- 2.4 L T24A-FTS turbo I4 + синхронні електродвигуни передній 1ZM 86 к.с. і задній 1YM 102 к.с. сумарно 367 к.с. (RX 500h; TALH17)

Plug-in hybrid:
- 2.5 L A25A-FXS I4 + синхронні електродвигуни передній 5NM 180 к.с. і задній 4NM 54 к.с. сумарно 304 к.с. (RX 450h+; AALH16)

## Продажі
| Рік  | США (hybrid)     | Канада | Європа | Китай  |
| ---- | ---------------- | ------ | ------ | ------ |
| 1998 | 42,191           |        |        |        |
| 1999 | 73,498           |        | 65     |        |
| 2000 | 89,864           |        | 1,585  |        |
| 2001 | 77,426           |        | 6,161  |        |
| 2002 | 72,963           |        | 5,093  |        |
| 2003 | 92,366           |        | 7,386  |        |
| 2004 | 106,531          | 4,307  | 11,329 |        |
| 2005 | 108,775 (20,674) | 4,857  | 11,279 |        |
| 2006 | 108,348 (20,161) | 4,623  | 14,322 |        |
| 2007 | 103,340 (17,291) | 4,665  | 13,909 |        |
| 2008 | 84,181 (15,200)  | 6,221  | 11,189 |        |
| 2009 | 93,379 (14,464)  | 8,828  | 10,451 |        |
| 2010 | 95,790 (15,113)  | 7,383  | 10,443 |        |
| 2011 | 82,595 (10,723)  | 6,760  | 6,771  |        |
| 2012 | 95,381 (12,223)  | 7,130  | 6,750  |        |
| 2013 | 103,920 (11,307) | 7,789  | 5,707  |        |
| 2014 | 107,490 (9,351)  | 7,913  | 4,452  |        |
| 2015 | 100,610 (7,722)  | 7,063  | 3,248  |        |
| 2016 | 109,435 (8,561)  | 8,147  | 8,654  |        |
| 2017 | 108,307 (8,568)  | 9,402  | 7,661  |        |
| 2018 | 111,641 (15,656) | 9,329  | 7,193  |        |
| 2019 | 111,036 (16,116) | 8,827  | 6,805  |        |
| 2020 | 101,059 (14,411) | 9,228  | 5,506  | 48,617 |
| 2021 | 115,320 (18,981) |        | 5,347  | 49,255 |